# Sesiosa laosensis
Sesiosa laosensis är en skalbaggsart som beskrevs av Stefan von Breuning 1968. Sesiosa laosensis ingår i släktet Sesiosa och familjen långhorningar.
Artens utbredningsområde är Laos. Inga underarter finns listade i Catalogue of Life.